# Gauda
Gauda (en berbère : ⴳⴰⵡⴷⴰ) est un roi numide, qui règne de 105 av. J.-C. à 88 av. J.-C. après la chute de Jugurtha. Il est le fils de Mastanabal et un petit-fils de Massinissa.
Gauda est ainsi aussi un demi-frère de Jugurtha. Il est le père de Hiempsal II et le grand-père de Juba Ier.

## Biographie
Selon Salluste pendant la guerre de Jugurtha, Gauda avait demandé au commandant romain Quintus Caecilius Metellus de lui laisser un siège, comme un prince, à côté de lui-même, et une troupe à cheval pour garde du corps. Mais Metellus avait refusé les deux demandes parce qu'un tel siège était accordé seulement à ceux que le peuple romain avait adressé en tant que rois, et la garde serait vue comme une indignité aux Romains. Gauda offensé conspira alors avec Caius Marius pour chercher la vengeance pour les affronts en noircissant la réputation de Metellus et en l'ayant dépouillé de son commandement et remplacé par Marius.
Gauda est devenu le roi d'une Numidie beaucoup plus réduite après que Jugurtha a été vaincu et capturé par les Romains menés par Caius Marius. Son règne est marqué par la perte de l’indépendance de la Numidie, qui devient un royaume vassal de Rome. À sa mort en 88 av. J.-C., le royaume passe à son fils Hiempsal II, qui continue d’être impliqué dans les conflits romains.